# Сян-цзун (император Западного Ся)
Сян-цзун (кит. упр. 襄宗, пиньинь Xiangzong) (1170—1211), личное имя Ли Аньцюань (кит. упр. 李安全, пиньинь Lǐ Anquan) — седьмой император тангутского государства Западное Ся в 1206—1211 годах.
Был двоюродным братом Хуань-цзуна. Пришел к власти в 1206 году в результате переворота против последнего.
Большинство источников считают Сян-цзуна плохим правителем. При его владычестве Западное Ся совершило нападение на империю Цзинь, положив конец дружественным отношениям между двумя государствами.
На правление Аньцюаня приходятся войны с монголами. В 1209 году Сян-цзун признал зависимость от Чингизхана.
В 1211 году Сян-цзун отрёкся от престола. Новым правителем объявлен Цзунь-сян (Шэнь-цзун). Сам Сян-цзун умер через месяц, ему дано посмертное имя Цзинь-му.